# 남원 여원치 마애불상
남원 여원치 마애불상(南原 女院峙 磨崖佛像)은 대한민국 전북특별자치도 남원시 이백면 여원치 정상 아래에 있는 바위에 조각되어 있는 불상이다. 1998년 11월 27일 전라북도의 유형문화재 제162호로 지정되었다.

## 개요
전라북도 남원시 이백면 여원치 정상 아래에 있는 바위에 조각되어 있는 불상으로, 높이는 2.5m, 어깨 폭은 1.09m이다. 불상의 앞면에 건물을 구성한 것으로 보이는 시설이 있으며, 주위에 기와조각도 흩어져 있어서 불상을 모시던 건물이 있었을 것으로 보인다.
민머리에 상투 모양의 넓고 낮은 머리묶음이 있고, 머리 뒷면에는 광배(光背)가 표현되어 있다. 목에는 3개의 주름인 삼도(三道)가 있고, 어깨는 넓게 표현하여 강인한 인상을 준다.
옷은 양쪽 어깨에 걸쳐 입고 있으며, 오른팔은 굽혀서 가슴 부분에 대고 있다. 배 아랫부분은 조각이 분명하지 않고, 파손이 심해서 자세하게 살피기 어렵다.
불상의 동쪽면에 있는 글에는 이 불상이 이성계와 관계가 있음을 적고 있다.

## 참고 자료
- 여원치마애불상 - 국가유산청 국가유산포털